# 291633 Heyun
291633 Heyun è un asteroide della fascia principale. Scoperto nel 2006, presenta un'orbita caratterizzata da un semiasse maggiore pari a 3,1077695 UA e da un'eccentricità di 0,1526773, inclinata di 12,66397° rispetto all'eclittica.